# Wolfsburg (Schloss)

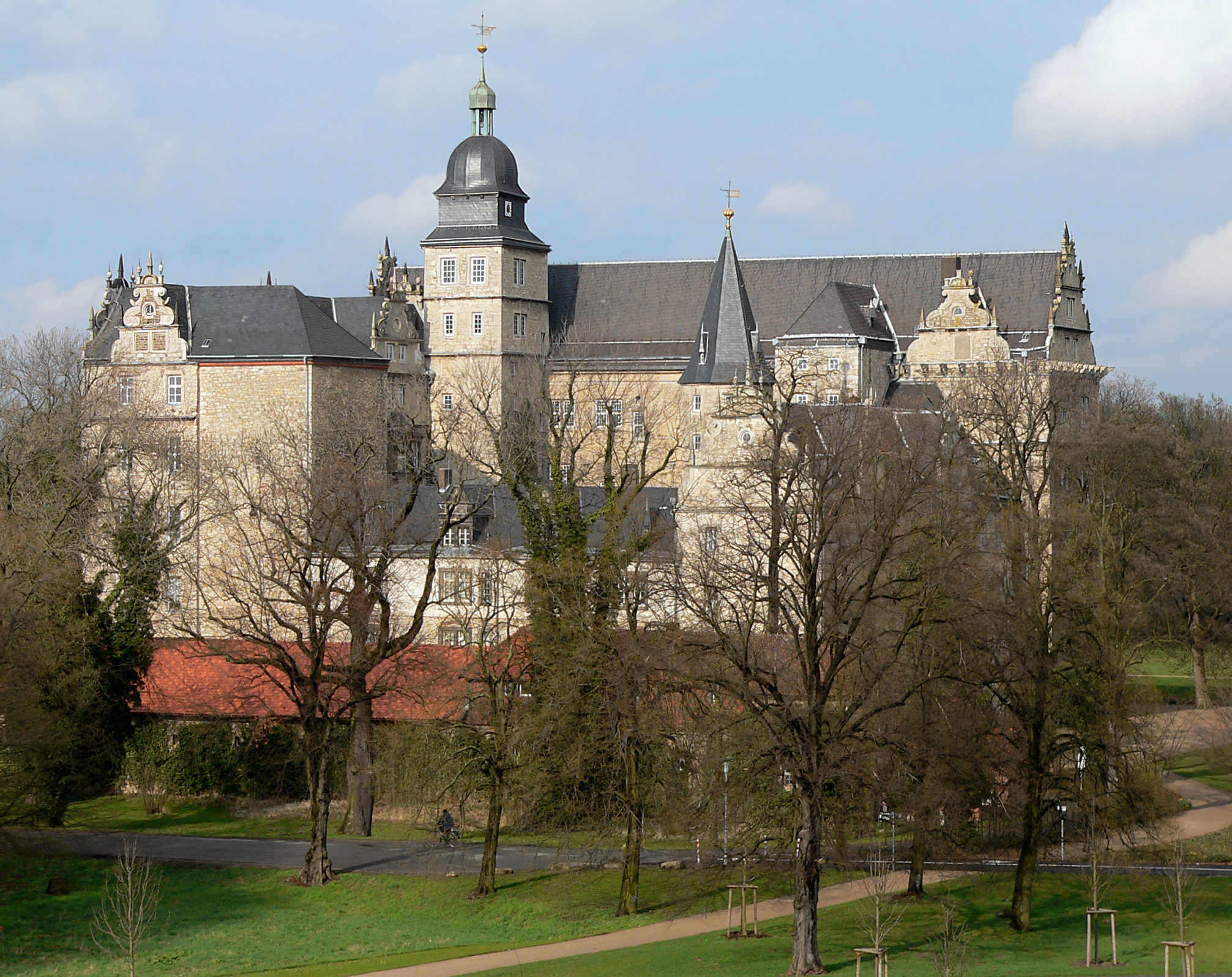
Schloss Wolfsburg (Süd-West-Seite)

Die Wolfsburg ist eine 1302 erstmals urkundlich erwähnte, mittelalterliche Niederungs- und Wasserburg, die später zu einem Renaissanceschloss umgebaut wurde. Sie befindet sich im östlichen Niedersachsen in der nach ihr benannten Stadt Wolfsburg, in deren Eigentum sie seit 1961 steht.
Die Wolfsburg entwickelte sich aus einem Wohnturm an der Aller zu einer Wasserburg mit Festungscharakter. Im 17. Jahrhundert wurde sie zu einem repräsentativen, aber trotzdem wehrhaften Schloss, das den nordöstlichsten Vertreter der Weserrenaissance darstellt. Gründer und Erbauer war das Adelsgeschlecht von Bartensleben. Nach dem Aussterben ihrer Linie 1742 ging die Wolfsburg durch Erbgang an die Grafen von der Schulenburg über.

## Name

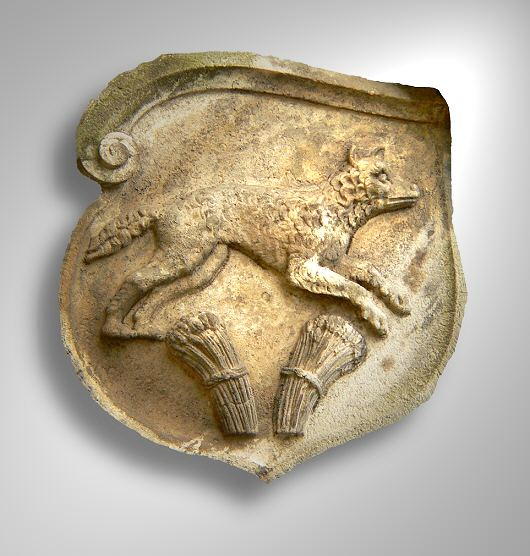
Wolfs-Wappen mit Getreidegarben (?), Schlosseingang

Der Burgname Wolfsburg deutet nicht auf eine wolfsreiche Gegend hin. Der Wolf als Namensgeber der Burg leitet sich vom Wappentier der Adelsfamilie derer von Bartensleben als Erbauer ab.
Die 1938 hier entstandene Großstadt wurde nach Schloss Wolfsburg benannt. Zunächst hieß sie jedoch wegen der Industrieanlagen zum Bau des Volkswagens Stadt des KdF-Wagens bei Fallersleben. Nach dem Ende des Zweiten Weltkrieges beschloss die Stadtverordnetenversammlung am 25. Mai 1945 die Umbenennung.

## Baubeschreibung

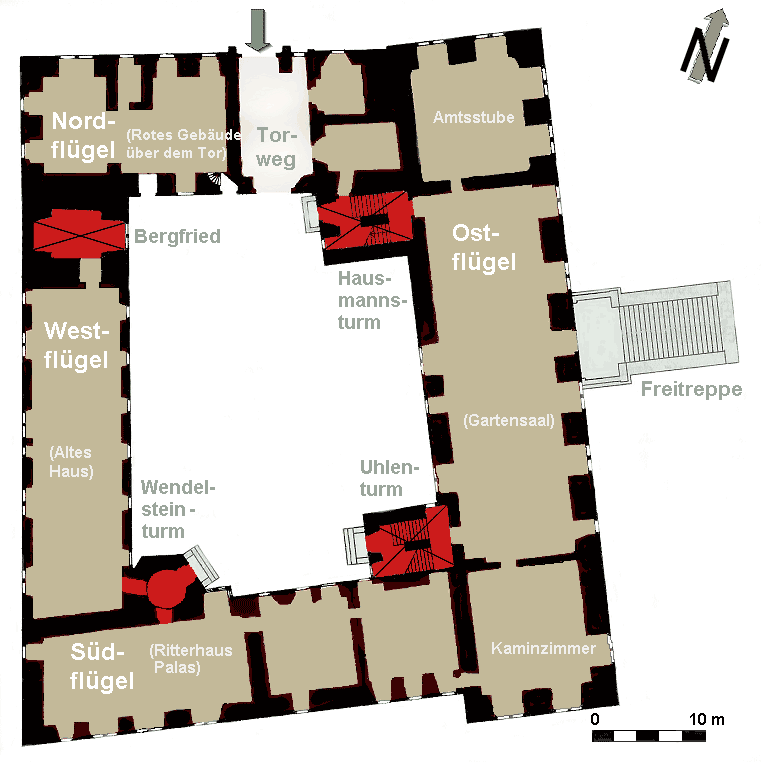
Heutiger Grundriss der Wolfsburg (Türme rot)

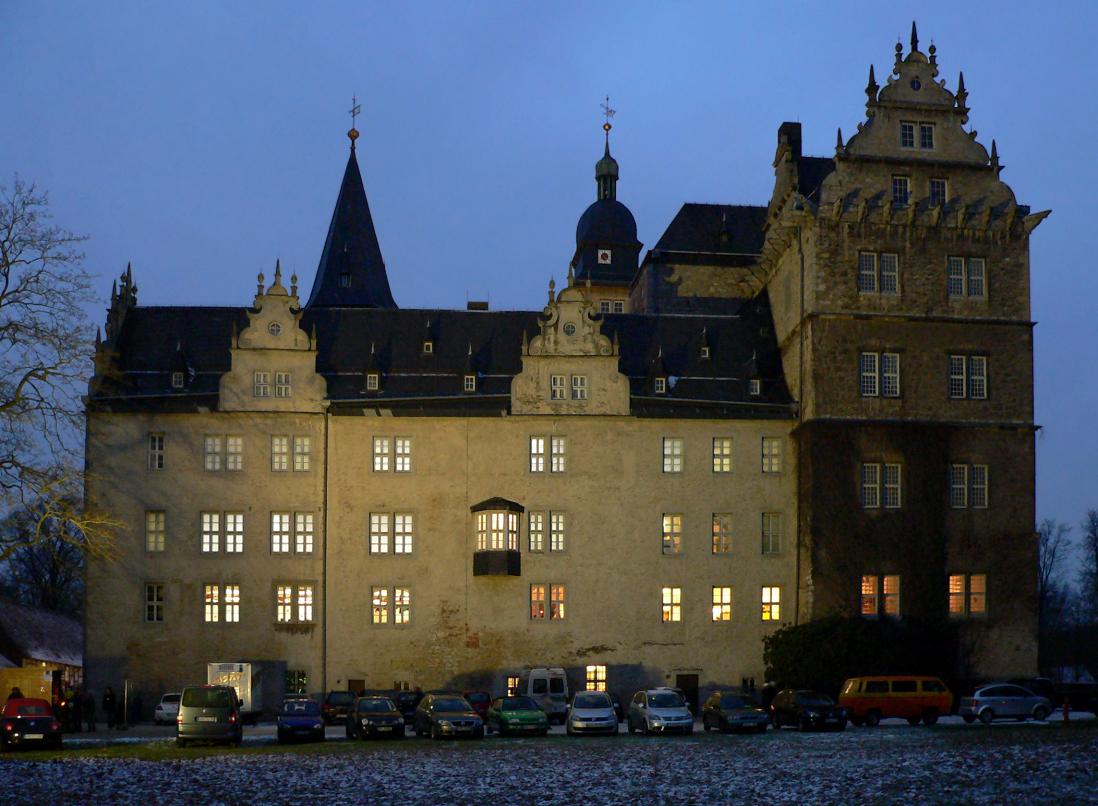
Schloss Wolfsburg, Südflügel – Blick von der Oebisfelder Straße (B 188)

### Baukörper
Das Schloss ist seit dem 17. Jahrhundert ein vierseitiger massiver Bau, der einen Innenhof umschließt. Entsprechend hat der Baukörper vier Gebäudeflügel, die nach den Himmelsrichtungen benannt sind. Den Kontrast zur festungsähnlich anmutenden Mauermasse bildet der obere Gebäudeumriss durch filigrane Zwerchgiebel, Lukarnen und die Spitzdächer der Türme.

### Eingang
Den Schlosseingang mit Rundbogen schmücken überlebensgroße Ritterfiguren aus Stein. Über dem Portal befinden sich steinerne Schilde mit dem Bartenslebischen Wappen, Neidköpfe und Ritterfiguren. Die Portalarchitektur ist, ebenso wie die Terrasse mit großer Freitreppe zur Parkseite, Zutat des 19. Jahrhunderts.

### Bergfried
Der Bergfried ist als Bestandteil des Westflügels in den Baukörper integriert und an seiner Schmuck- und Fensterlosigkeit als solcher erkennbar. Der Turm hat eine Grundfläche von 9 m × 9 m, eine Höhe von rund 23 m und Wandstärken bis zu 3 m.
Er ist der älteste Teil der gesamten Anlage und seine Anfänge dürften in das 13. Jahrhundert zurückgehen.

### Türme
In den Innenwinkeln des Hofraumes liegen drei weitere Turmbauten, die als Treppentürme die einzelnen Geschosse miteinander verbinden. Dies sind der Hausmannsturm, der mit rund 30 m der höchste Turm ist, der Uhlenturm und der sechseckige Wendelstein mit Wendeltreppe. Sie entstanden im 16. Jahrhundert während der Wandlung von der Burg zum Schloss.

### Gebäudeflügel
Nord- und Südflügel aus dem 16. Jahrhundert dienten hauptsächlich zu Wohnzwecken. Der rund 25 m hohe Ostflügel war Anfang des 17. Jahrhunderts fertiggestellt. Mit seinen prunkvollen Schmuck-Architekturformen der Weserrenaissance war er ein reiner Repräsentationsbau. Im Erdgeschoss befindet sich ein 30 m langer und 9 m breiter Saal, der heutige Gartensaal. Ihm schließen sich ein kleinerer Saal, das Kaminzimmer und die Gerichtslaube (Amtsstube) an. Zum Innenhof weist der Flügel noch die Reste eines Arkadenvorbaus auf. In Dachhöhe wird er von Kragsteinen umgeben, die vermutlich einst einen hölzernen Wehrgang trugen. Dieser Gebäudeflügel verdeutlicht, wie Ende des 16. Jahrhunderts die Machtposition der von Bartensleben durch Architektur sichtbar zum Ausdruck gebracht wurde. Am Westflügel wurde 1935 eine Steintafel mit einem Auszug aus dem Psalm 91 angebracht, die daran erinnert, wie in diesem Jahr Werner Graf von der Schulenburg-Wolfsburg, der vierjährige Sohn des damaligen Schlossbesitzers, aus einem Fenster im ersten Stock fiel und weitgehend unversehrt blieb.

## Geschichte

### Gründung

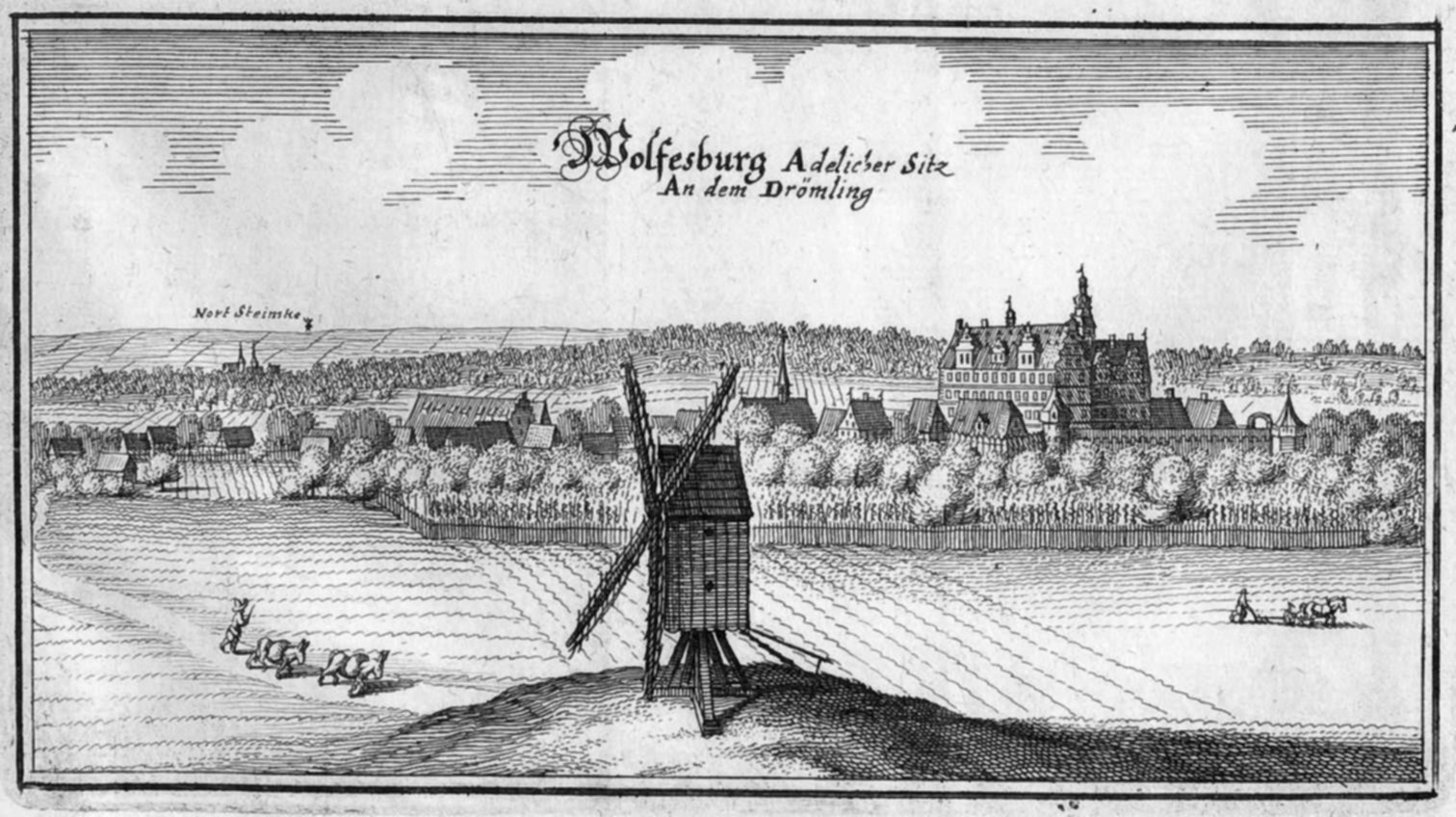
Merian-Kupferstich der Wolfsburg von 1654

Grund zum Bau der Wolfsburg war der Lehnsbesitz der Adelsfamilie von Bartensleben, den sie im 13. Jahrhundert im Raum der heutigen Stadt Wolfsburg übertragen bekam. Die Adligen überwachten auch die Handelswege am Allerübergang und benötigten eine Wehranlage zur Absicherung ihrer Herrschaft. Die erste sichere urkundliche Erwähnung fand die Burg 1302 als Wluesborch. Das Dokument ist von den vier Brüdern Borchard, Günzel, Günter und Werner von Bartensleben ausgestellt. Es handelte sich um eine Ministerialenfamilie, die aus dem Dorf Bartensleben bei Helmstedt stammte. Ihre Familienmitglieder tauchten zu dieser Zeit in der Gegend, unter anderem 1288 auf der Burg in Vorsfelde, auf. Daneben gibt es bereits 1135 eine urkundliche Erwähnung, bei der aber nicht sicher ist, ob damit die Wolfsburg oder eine Vorläuferburgstelle gemeint ist. Kaiser Lothar III. stattete damals das neu gegründete Benediktinerkloster am Kaiserdom Königslutter mit Streubesitz aus, darunter eine Wulvosburg, die im gleichen Zuge mit dem Dorf Käsdorf genannt wird.

### Mittelalter und Neuzeit

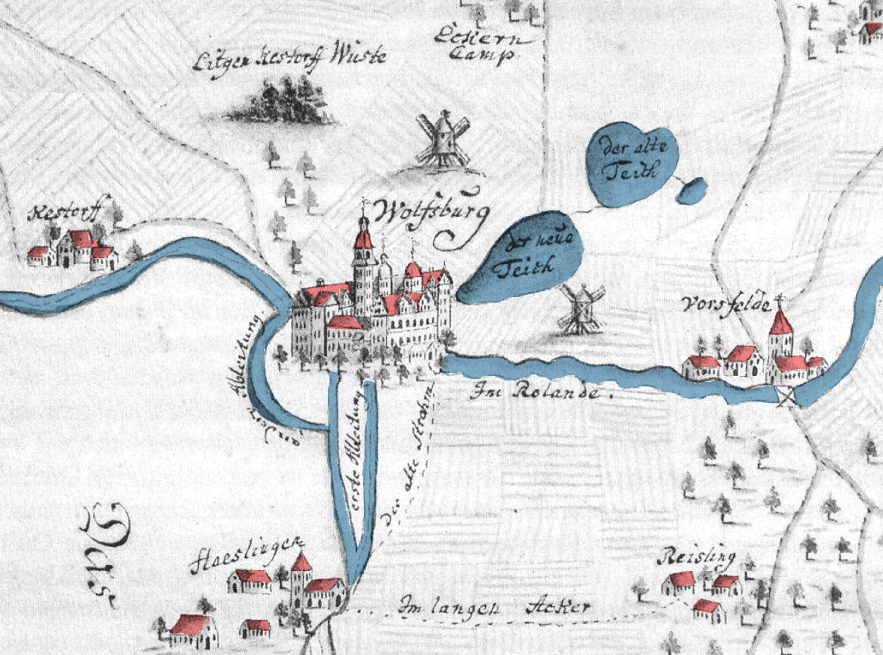
Karte vom Umland von Schloss Wolfsburg etwa 16. Jahrhundert (nachkoloriert)

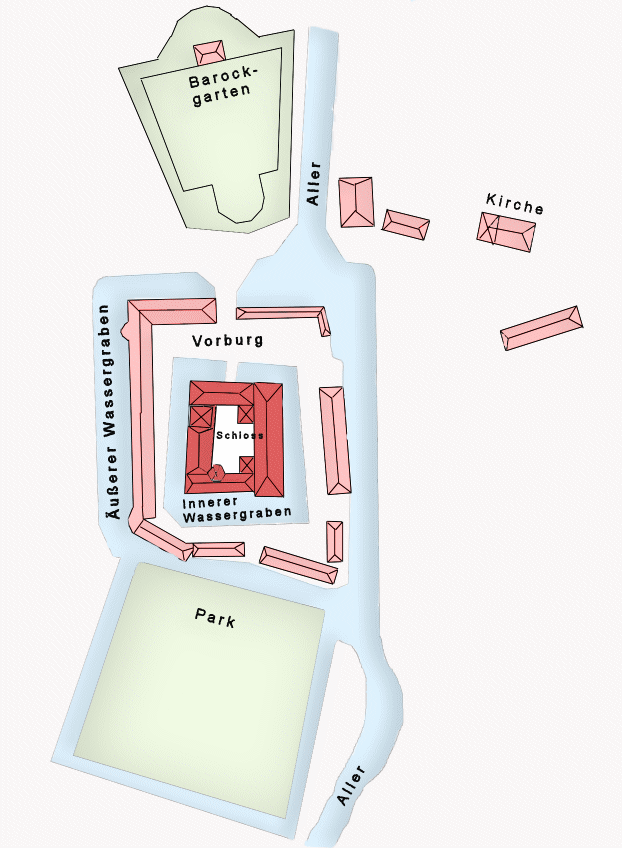
Schloss- und Parkanlagen um 1800

Während des Mittelalters war die Burg keine geschlossene Anlage, sondern bestand aus dem Bergfried und einem angebauten Gebäudeteil, dem Alten Haus im heutigen Westflügel. Die Anlage war eine schwer einnehmbare Festungsanlage von erheblicher strategischer Bedeutung.
Da die Bartensleben ihrem Lehnsherrn, Herzog Magnus dem Jüngeren, abtrünnig wurden, indem sie einen Lehnsvertrag mit einem östlichen Landesherren eingingen, errichtete Magnus 1370–1372 mit Hilfe der Stadt Braunschweig die Burg Neuhaus als Trutzburg gegen die Wolfsburg und die Burg Vorsfelde. 1423 kam jedoch auch die Burg Neuhaus an die Bartensleben (Rothehofer Linie).
Im Spätmittelalter wurde die Wolfsburg mit Kanonen ausgestattet, denn laut einem Dokument von 1437 sollte ihre Geschützzahl im Kriegsfall um zehn Stück erhöht werden. Laut der Überlieferung kam es zu Kampfhandlungen gegen die Burg nur bei der Fehde derer von Bartensleben gegen den Herzog Otto von Lüneburg 1464. Dabei soll sie mehrentheils demoliret worden seyn.
Aus dem Dreißigjährigen Krieg ging die Wolfsburg als eine der wenigen Adelsburgen unzerstört hervor. Sie war jedoch fast ständig von Truppen kriegsführender Parteien besetzt, zuletzt durch die Schweden. Ihren Abzug erreichten die braunschweigischen und magdeburgischen Landesherren 1650, indem sie die Burgherren zum Schleifen der Befestigungsanlagen veranlassten. Sechs Jahre später hatten die von Bartensleben die Befestigungen wieder hergerichtet, denn sie wollten den militärischen Charakter des Schlosses beibehalten.
1816 kam der Gutsbezirk Wolfsburg mit dem Schloss als preußische Exklave zum neugebildeten Landkreis Gardelegen.
Nach dem 1943 erfolgten Verkauf des Schlosses an die Stadt des KdF-Wagens nutzte diese das Gebäude für verschiedene Zwecke. 1945 belegte die Besatzungsmacht das Schloss, 1946 gab sie es an die Stadt Wolfsburg zurück.
1947 verkaufte es die Stadt Wolfsburg an das Land Niedersachsen, da sie nicht über die Mittel verfügte, das Schloss baulich zu erhalten. 1948/49 befand sich im Schloss ein Schwerbeschädigtenheim. Von 1949 bis 1951 war dort ein vom dänischen Roten Kreuz mitgetragenes Jugendheim untergebracht, 1951 übernahm es das Deutsche Rote Kreuz. 1952/53 betrieb das Landesjugendwerk im Schloss eine Einrichtung zur Ausbildung von männlichen Jugendlichen. Danach waren ab 1953 Flüchtlinge aus der DDR im Schloss untergebracht, diese Einrichtung wurde von der Arbeiterwohlfahrt getragen.
Nach dem 1961 erfolgten Verkauf des Schlosses an die Stadt Wolfsburg erfolgten über Jahre hinweg Renovierungen an den verschiedenen Schlossflügeln. Seit 1959 dient es künstlerischen, kulturellen und repräsentativen Zwecken. Darunter zeitweise der Künstlergruppe „Schloßstraße 8“ – die Adresse des Schlosses, zu der unter anderem die Künstler Paul-Kurt Bartzsch, Dorothea Chabert, Gustav Kurt Beck, Heinrich Heidersberger, Hans Hirschler, Rudolf Mauke und Peter Szaif gehörten. 1961 wurde eine Druckwerkstatt für Künstler eingerichtet. 1966/67 wurden der Gartensaal, die Gerichtslaube und das Kaminzimmer fertiggestellt.
Seit 1967 stellt der Kunstverein Wolfsburg zeitgenössische Kunst im Schloss aus. Am 20. Oktober 1974 wurde die Städtische Galerie eröffnet. Am 12. Oktober 1980 wurde im Keller des Ostflügels das Heimatmuseum (heute Stadtmuseum) eröffnet, es befand sich zuvor in der Goetheschule in der Stadtmitte. 2000 zog es an seinen heutigen Standort in die Remise, im Oktober desselben Jahres wurde ebenfalls in der Schlossremise die gleichnamige Gaststätte eröffnet.
Nach der Fassadensanierung des Nordflügels erscheint dieser nun weiß, während die übrige Schlossfassade die braune Naturfarbe der Bruchsteine aufweist bzw. eine hellbraune Farbe nach einer früheren Sanierung. Zur Sanierung wurde Kalkschlämme aufgetragen, die Fensterrahmen wurden anthrazitfarben gestrichen. Diese Färbung soll dem früheren Zustand des Schlosses nahekommen.

## Baugeschichte

### Mittelalterliche Burg

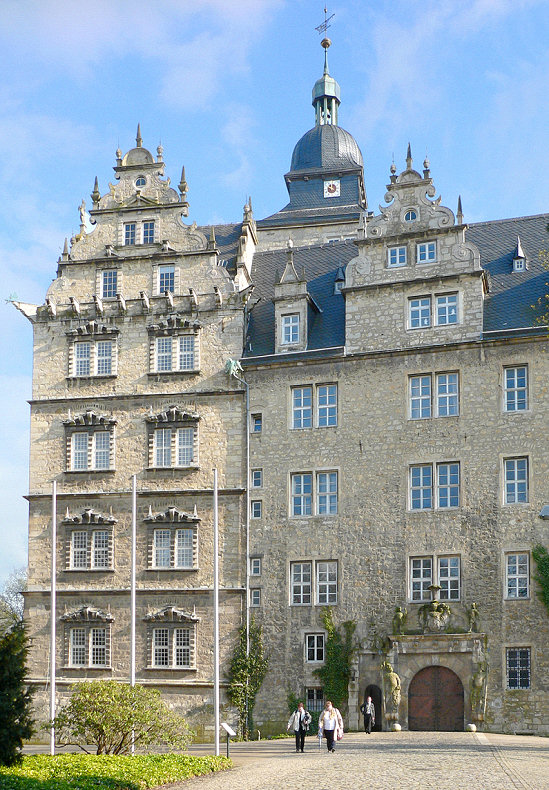
Schlosseingang im Nordflügel, links am Ostflügel typische Schmuckformen der Weserrenaissance, gleicher Blickwinkel wie Briefmarke

In der Anfangszeit um 1300 bestand die Wolfsburg nur aus einem steinernen Wohnturm an der Aller, dessen Vorläufer ein hölzerner Wachturm im Baustil einer Niederungs-Motte gewesen sein könnte. Der heute etwa 23 m hohe Turm, später als Bergfried bezeichnet, ist der älteste erhalten gebliebene Teil der heutigen Anlage. Zugänglich war er auf halber Höhe mit einer hölzernen Treppe oder Leiter, die man bei feindlichen Angriffen hochziehen konnte. Anfänglich dürfte es der Wohnturm der von Bartensleben gewesen sein. Dauerhaft war er den adligen Wohn- sowie Wirtschaftsbedürfnissen nicht gerecht und in der Folge errichtete man weitere Gebäude und Befestigungsanlagen. Innerhalb der späteren Burganlage diente der Bergfried als Verlies und Gefängnis.
Wegen ihrer Lage in der Allerniederung war die Burg wahrscheinlich schon zur Anfangszeit von Wasser umgeben. Bis ins 19. Jahrhundert schützten sie zwei Wassergräben, die von der nahe liegenden Aller und dem Hasselbach gespeist wurden. Der innere Wassergraben umschloss unmittelbar die Burg, was sie in Verbindung mit Zugbrücken zu einer Wasserburg machte. Um das Jahr 2002 wurde der innere, im 19. Jahrhundert verfüllte Wassergraben an mehreren Stellen archäologisch untersucht. Es fanden sich Reste der Einfassungsmauer des Grabens bis zu einer Tiefe von 2,6 Meter. Nach den Untersuchungen wurden die Mauer und der Graben an der Oberfläche durch Pflasterungen und Schotter dargestellt, so dass der frühere Grabenverlauf rings um das Schloss optisch sichtbar ist. Außerdem blieb der Wassergraben im Bereich einer Mauerecke in einer Größe von 3,5 × 3,5 Meter offen stehen und wurde mit einer begehbaren Glasfläche überdacht.
Der äußere Wassergraben umschloss die größere Vorburg als Zufluchtsstätte für die Untertanen im Kriegsfall. Der frühere Graben ist heute noch als flache Mulde zu erkennen. Zusätzlich war dieser Bereich von einem Mauerring mit Verteidigungsrondellen abgesichert, an den später Wirtschaftsgebäude und Ställe, die heutigen Remisen, angebaut wurden. Untersuchungen in heutiger Zeit ergaben, dass die Burg nicht wie vermutet, auf Holzpfählen in moorigem Boden gegründet ist. Größtenteils steht sie auf sandigem Untergrund und lagert nur in Teilbereichen auf Eichenpfählen.

### Weserrenaissance-Schloss
In der Mitte des 15. Jahrhunderts entsprach eine mittelalterliche Burg nicht mehr dem Status derer von Bartensleben. Sie wandelten die wenig Wohnkomfort bietende Anlage in einen repräsentativen Schlossbau im Renaissance-Stil mit Garten- und Parkanlagen um. Dennoch blieb der Charakter eines befestigten Wasserschlosses bis 1840 erhalten, als die schützenden Wassergräben bei der Aller-Regulierung zugeschüttet wurden.
Aufgrund seines großen Vermögens begann Hans von Bartensleben, der Reiche, 1574 mit dem Umbau der Burg. Für die Arbeiten beschäftigte er Maurer, Steinmetze und Zimmerleute, die er entlohnte. Kostenlose Frondienste durch Hand- und Spanndienst (mit Pferd- und Wagen) leisteten ihm die Bauern aus den Dörfern des Vorsfelder Werders. Als die Bartensleben dies über Gebühr strapazierten, beschwerten sich die Bauern (unter anderem 1600) bei ihrem obersten Herrn, Herzog Heinrich Julius von Braunschweig-Wolfenbüttel. Ab dann wurden die Frondienste schriftlich auf „nur“ zehn Stunden im Sommer und acht Stunden im Winter zweimal in der Woche festgelegt, Anfahrtszeiten aus den teilweise bis zu 15 km entfernten Orten nicht eingerechnet.
Hans der Reiche ließ einen baufällig gewordenen Gebäudeteil, das Rote Haus, abtragen und stattdessen den heutigen Nordflügel mit dem Eingangstor des Schlosses errichten. Als er 1583 verstarb, setzten sein Verwandter Günzel mit seinem Bruder Günther und ihrem Onkel Jakob die Arbeiten fort und bauten den repräsentativen Ostflügel. Danach entstand der Südflügel als Ritterhaus und Palas. Erst um 1620 war das Schloss in der heutigen Form als Vierflügelanlage mit geschlossenem Innenhof mit den Ausmaßen von 50 m × 60 m fertiggestellt.

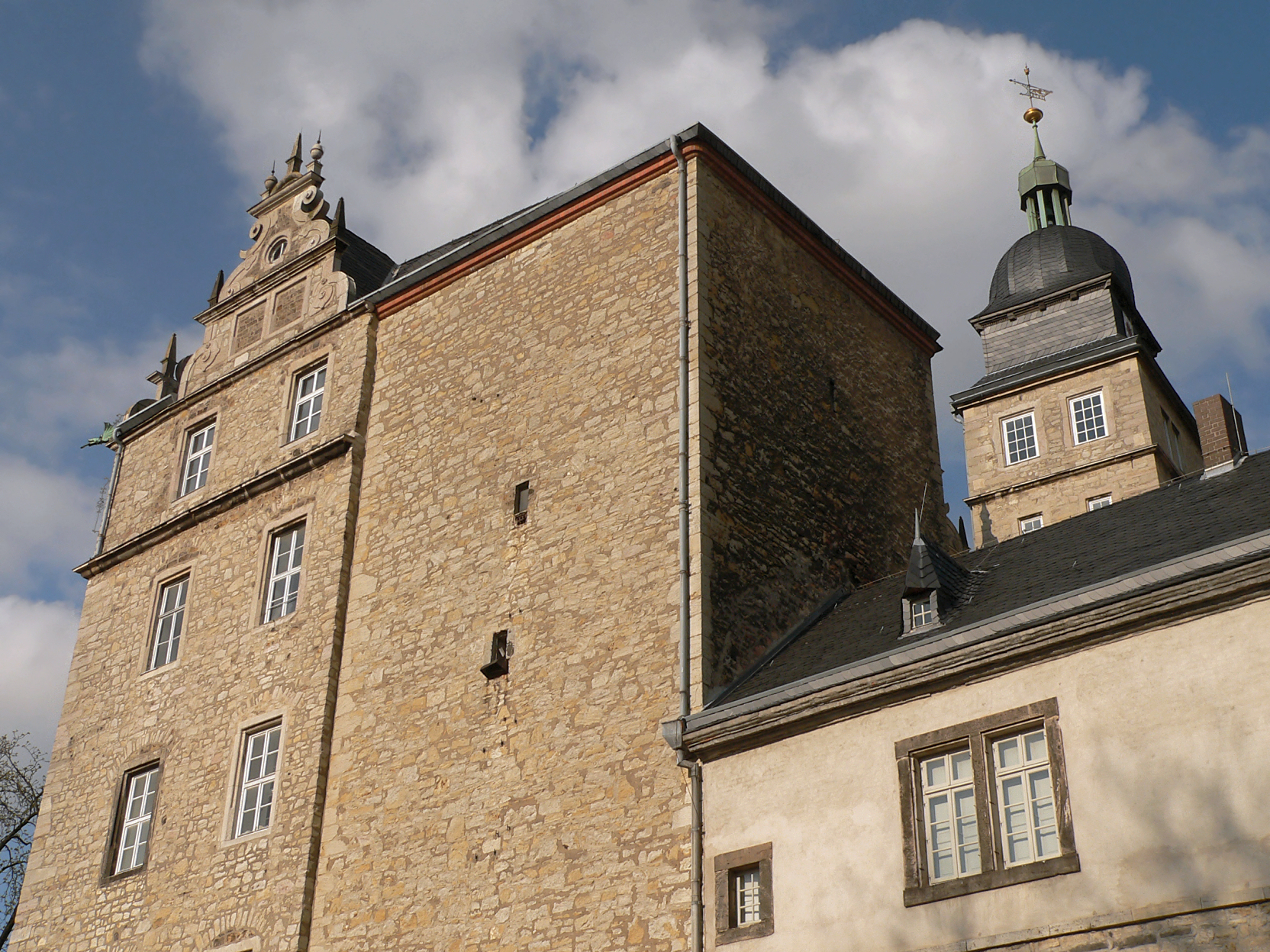
West-Seite, links: Nordflügel, Mitte:Bergfried, rechts: Westflügel Altes Haus, dahinter Hausmannsturm
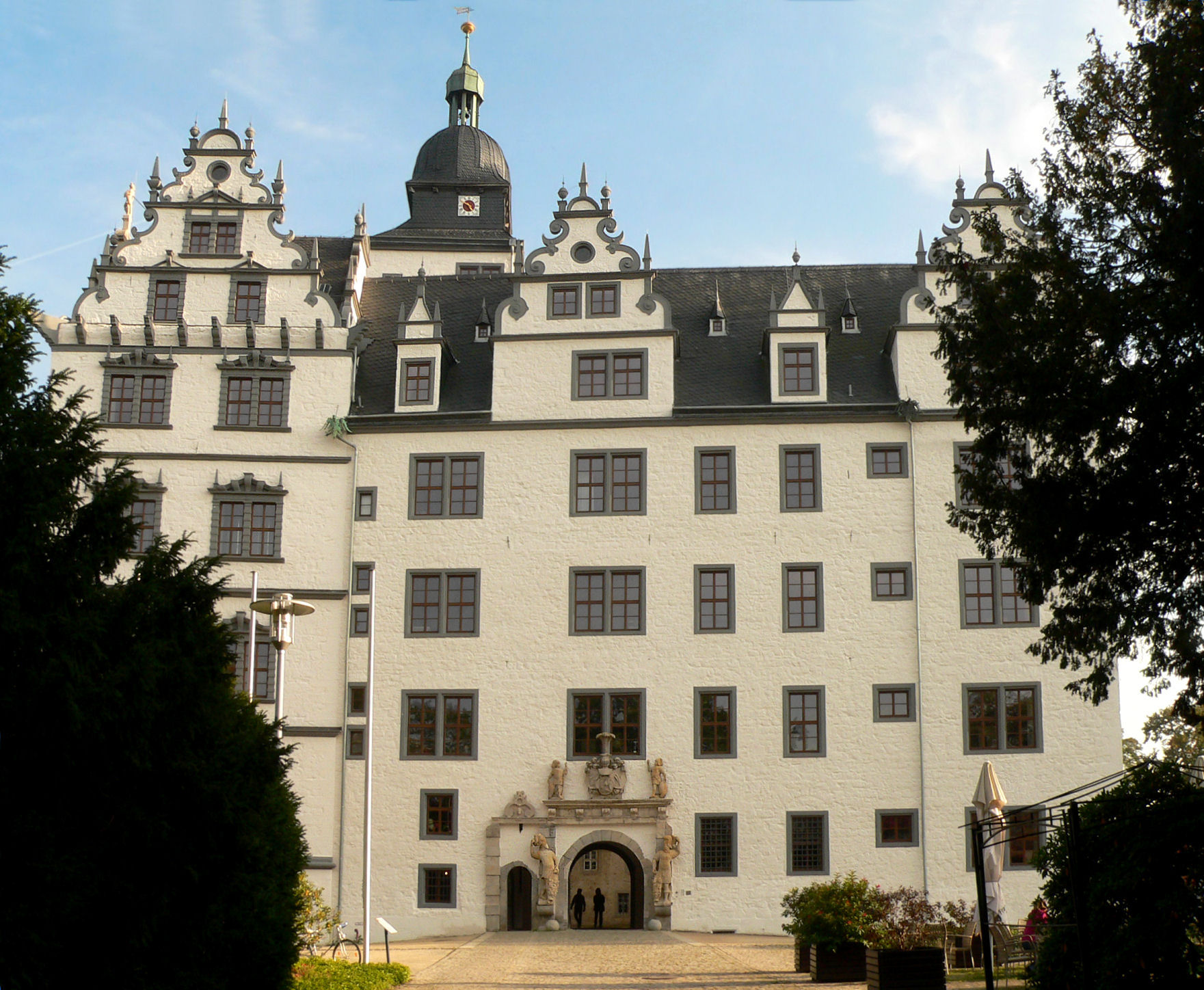
Nordflügel nach der farblichen Umgestaltung, 2015
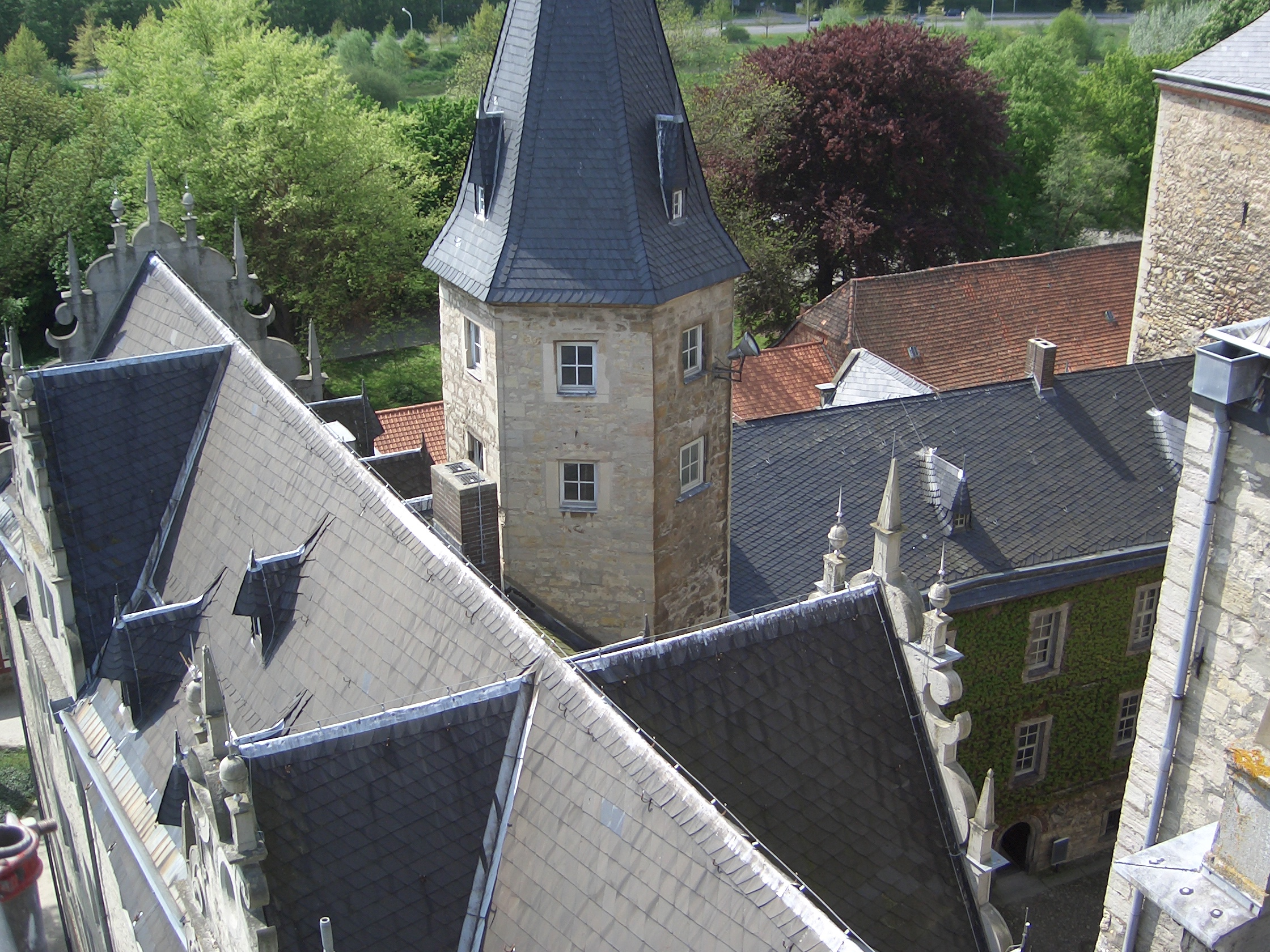
Ansicht der Südwest-Ecke mit Wendelsteinturm von oben
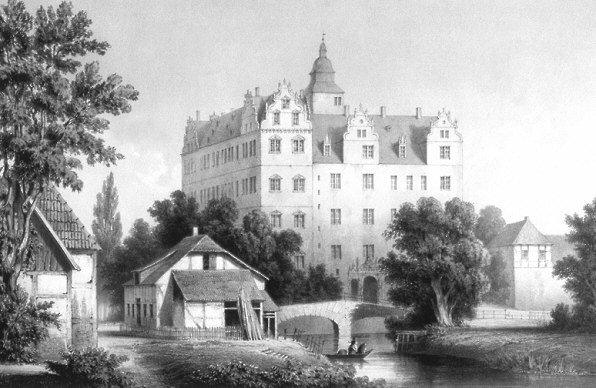
Das Wasserschloss um 1840 (Blick auf den Nordflügel)
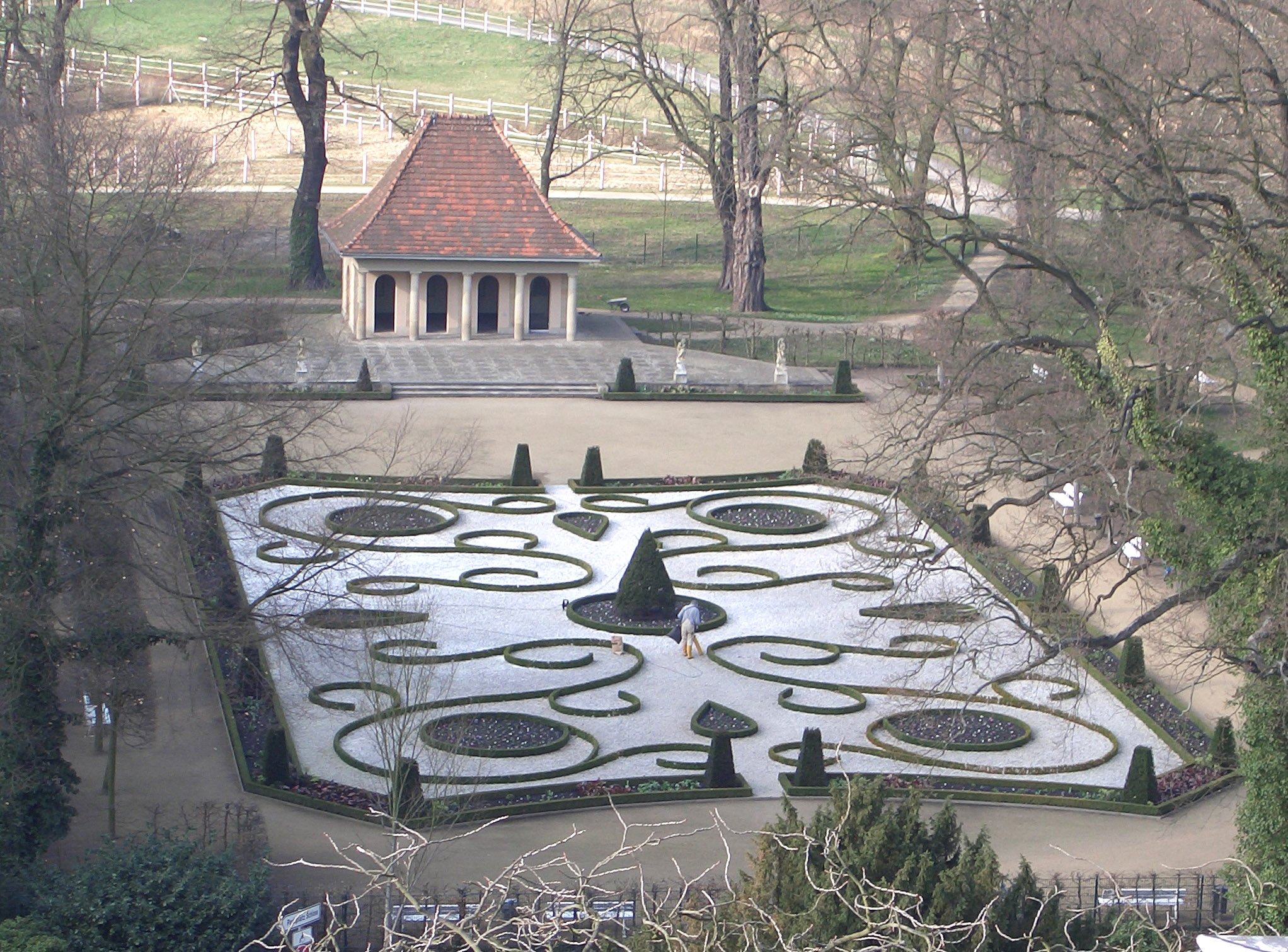
Barockgarten (Broderie-Parterre) mit Teehaus

Bei dem Umbau zum Renaissanceschloss sind an den Architektur- und Schmuckformen Einflüsse der Weserrenaissance bestimmend, als deren typischer und nordöstlichster Vertreter das Schloss gilt. Am Bau haben Baumeister, Steinmetze und Bildhauer mitgewirkt, die auch an Schlossbauten im Wesergebiet beteiligt waren, so der Hamelner Baumeister Johann Edeler (auch: Johann von der Mehle).

### Schlosspark
Im Zuge des Umbaus zu einem repräsentativen Schlossbau entstanden Garten- und Parkanlagen. Der Neue Garten an der Südseite entstand Ende des 17. Jahrhunderts. Anfang des 18. Jahrhunderts wurde an der Nordseite des Schlosses einen barocken Lustgarten angelegt. Die heutige Form erhielt dieser aufgrund umfangreicher Rekonstruktionsarbeiten im Jahre 2000. In diesem Zusammenhang wurde auch der Figurenschmuck erneuert. Es handelt sich um Sandsteinputti, die als Allegorien der vier Jahreszeiten vor dem Teepavillon stehen. Der Landschaftspark an der Ostseite und die dortige große Freitreppe zum Schloss entstanden erst im 19. Jahrhundert.

## Besitzverhältnisse

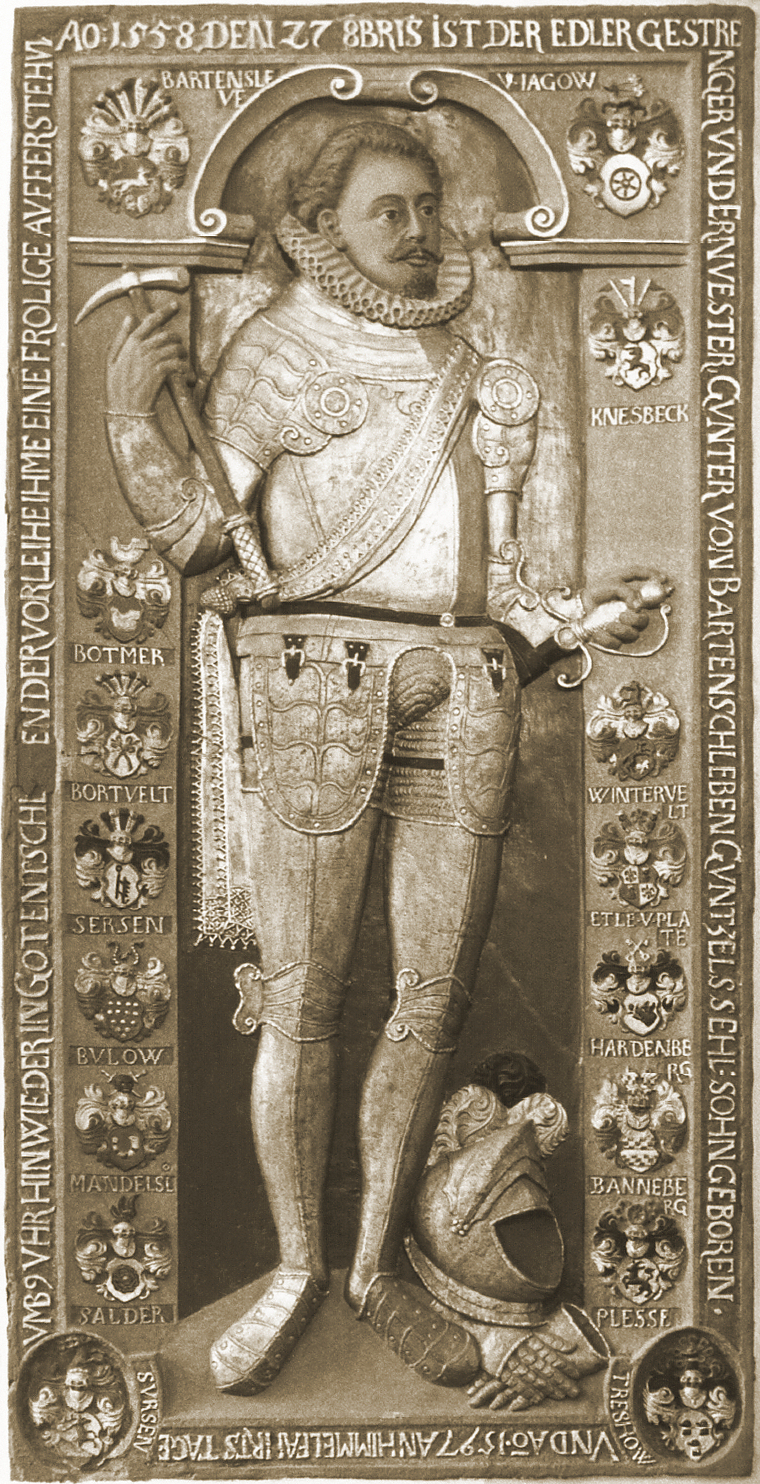
Schlossherr Günther von Bartensleben (1558–1597)

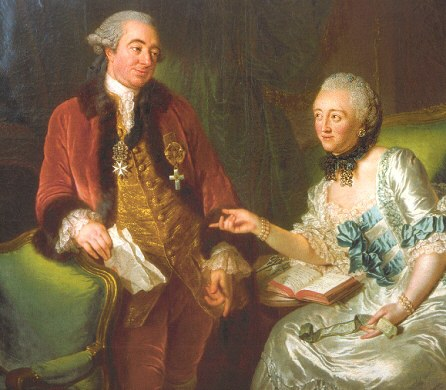
Schlossherr Gebhard Werner Graf von der Schulenburg (1722–1788) mit Ehefrau

Seit dem Baubeginn der Wolfsburg um 1300 gehörte die Burganlage dem Adelsgeschlecht derer von Bartensleben und war jahrhundertelang ihr Herrschaftssitz. Durch den Tod des letzten männlichen Vertreters Schatzrat Gebhard Werner von Bartensleben am 6. Januar 1742 endete die Linie. Er hinterließ Schloss und Güter seiner Tochter Anna Adelheit Catharina als Alleinerbin. Da sie mit dem preußischen Generalleutnant Adolph Friedrich von der Schulenburg-Beetzendorf verheiratet war, gingen der Bartenslebische Besitz und die Wolfsburg 1746/47 an die Adelsfamilie derer von der Schulenburg über. Das Schloss war anschließend über 200 Jahre repräsentativer Sitz ihres Wolfsburger Zweiges, zu dem Gebhard Werner von der Schulenburg, Gebhard von der Schulenburg-Wolfsburg, Werner von der Schulenburg-Wolfsburg, Günther von der Schulenburg, Werner-Karl-Hermann Graf von der Schulenburg-Wolfsburg und Günther Graf von der Schulenburg-Wolfsburg gehörten. Am 15. November 1942 verließ der letzte Schlossherr Günther Graf von der Schulenburg-Wolfsburg die Anlage und bezog sein neu errichtetes Schloss Neumühle bei Tangeln, damals Landkreis Salzwedel. Die gräfliche Familie musste gehen, nachdem große Teile ihres Grund und Bodens für den Bau des Volkswagen-Werkes enteignet worden waren und damit die wirtschaftliche Existenzgrundlage des Schlosses verloren gegangen war. Am 19. März 1943 erwarb die für die Produktion des Volkswagens 1938 im Allertal gegründete Stadt des KdF-Wagens für 560.000 Reichsmark das Schloss vom Grafen. 1947 bot die inzwischen in Wolfsburg umbenannte Stadt das Schloss mit folgendem Zeitungsinserat zum Verkauf an:

„Schloss aus Stadtbesitz zu verkaufen (Weser-Renaissance). In günstiger Lage am Mittelland-Kanal und Bahnstrecke Hannover/Berlin. Nähe Braunschweig. Über 80 Räume. Insgesamt 3,88 ha…. Gewerbliche Nutzung möglich.“

Die renovierungsbedürftige Anlage erwarb daraufhin am 11. August 1947 das Land Niedersachsen, das 1961 die Schlossanlage aus denselben Gründen wieder loswerden wollte. Da sich die Wolfsburger Stadtverwaltung mittlerweile der geschichtlichen Bedeutung des historischen Bauwerks bewusst geworden war und über einen größeren finanziellen Spielraum verfügte, erwarb sie am 28. März 1961 Schloss Wolfsburg für 400.000 DM vom Land Niedersachsen zurück.

## Heutige Nutzung

### Lage

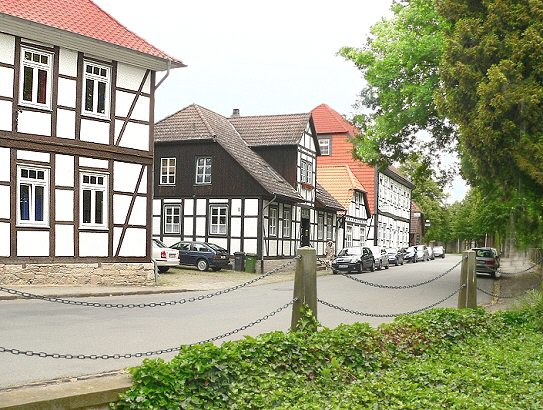
Die Schloßstraße am Schloss

Schloss Wolfsburg gehört heute zum Stadtteil Alt-Wolfsburg, dessen Zentrum es einst war. Umgeben ist es von Parkanlagen, Barockgarten und Fachwerkhäusern. Unweit liegt die evangelisch-lutherische St.-Marien-Kirche als frühere Patronatskirche der Schlossherren, die als Kapelle 1434 erstmals urkundlich erwähnt wurde. Das gesamte Ensemble einschließlich des Schlosses und der Vorburg bildet heute die Traditionsinsel der Stadt.

### 700-Jahr-Feier
Am 17. Juni 2002 fand auf Schloss Wolfsburg, das in der schriftlichen Überlieferung 1302 zum ersten Mal erwähnt wurde, eine Feier zum 700. Geburtstag statt. Sie bestand aus einem Festakt für geladene Gäste, musikalische Darbietungen sowie Kleinkunst im Barockgarten. Das Stadtmuseum eröffnete seine Ausstellung „Wenn Mauern erzählen könnten…“ zur Schlossgeschichte.

### Nutzung

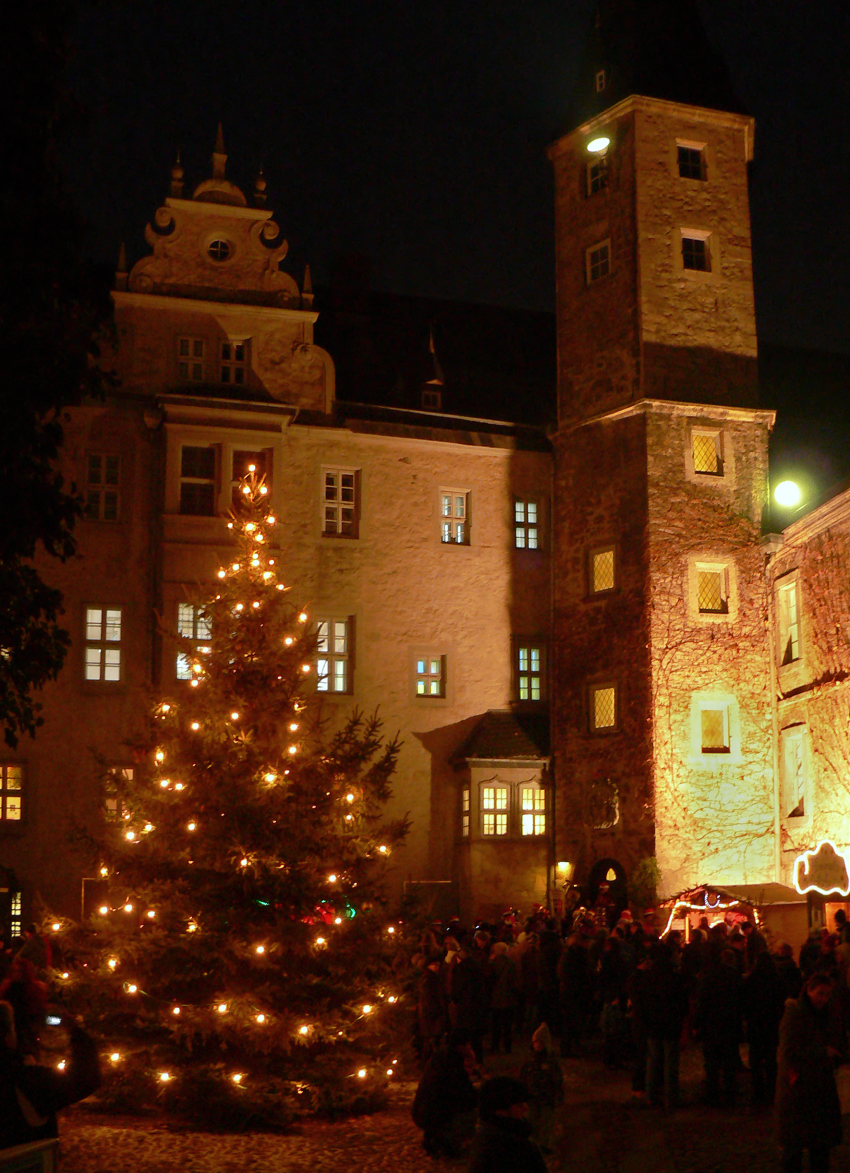
Adventsfest im Schlossinnenhof

Schloss Wolfsburg gilt heute als kulturelles Zentrum der jungen Stadt Wolfsburg, die erst mit dem Bau des Volkswagenwerkes 1938 entstand. Entsprechend wird es als Veranstaltungsort und Sitz von kulturellen Einrichtungen genutzt. Dafür bieten die zahlreichen Räume und der Innenhof sowie die Außenanlagen angemessenen Platz. Die Schlossräume Gartensaal, Gerichtslaube und Kaminzimmer werden für Repräsentationszwecke der Stadt Wolfsburg genutzt. In der Gerichtslaube als Trauzimmer finden regelmäßig standesamtliche Trauungen statt. Die Schlossanlage und die frühere Vorburg mit den Schlossremisen beherbergen heute die Einrichtungen:
- Stadtmuseum Schloss Wolfsburg
- Städtische Galerie Wolfsburg
- Kunstverein Wolfsburg
- Fotografisches Institut Heidersberger
- Gastronomiebetrieb

Jährliche Schlossveranstaltungen sind:
- März/April: Frühlings-Landpartie – Gartenausstellung im und um das Schloss
- Juni: Internationale Sommerbühne – Open-Air Musikspektakel im Schlossinnenhof
- Juni/Juli: Landpartie – Gartenausstellung im und um das Schloss
- September: Werk-Stadt-Schloss – Künstlerprojekt mit Auszubildenden von Wolfsburger Firmen